# Günter Marczinkowsky

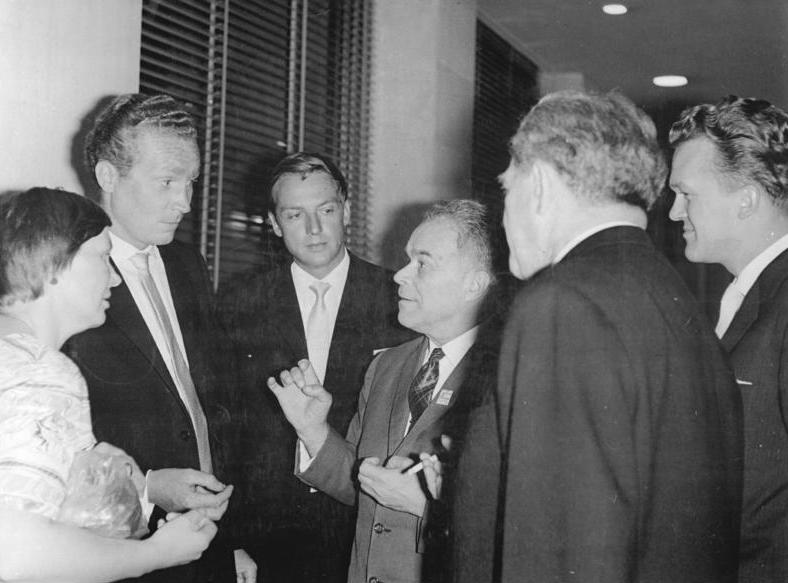
Auf dem III. Internationalen Filmfestival in Moskau nach der Aufführung der Verfilmung von Nackt unter Wölfen, von links: Irina Donskaja, Regisseur Frank Beyer, Kameramann Günter Marczinkowsky, Mark Donskoi, Joachim Mückenberger und Professor Hans Rodenberg, Stellvertreter des Ministers für Kultur der DDR (im Vordergrund)

Günter Marczinkowsky, eigentlich Günter Otto Wilhelm Marczinkowsky (* 10. September 1927 in Berlin; † 28. Dezember 2004 in Hamburg) war ein deutscher Kameramann.

## Leben
Günter Marczinkowsky begann 1942 eine Ausbildung zum Filmkopienfertiger in den Geyer-Werken. Im Zweiten Weltkrieg wurde er 1944 zu den Gebirgsjägern eingezogen. Als Minenräumer in Italien geriet er in amerikanische Kriegsgefangenschaft, aus der er Mitte 1945 entlassen wurde.
Er arbeitete danach als Fotolaborant und Filmvorführer in Berlin. 1947 wurde er Assistent des Kameramanns Robert Baberske. Mit ihm arbeitete er bei vielen frühen DEFA-Filmen zusammen. Für den Kinderfilm Abenteuer in Bamsdorf fungierte Marczinkowsky erstmals als Chefkameramann.
In den kommenden Jahren stand er bei den Klassikern des Regisseurs Frank Beyer Fünf Patronenhülsen, Königskinder, Nackt unter Wölfen sowie Karbid und Sauerampfer hinter der Kamera. Nach dem Verbot von Spur der Steine war er vorwiegend für das DDR-Fernsehen tätig, bis er 1980 aus der DDR in die Bundesrepublik flüchtete. Dort arbeitete er, abgesehen von einem Film um Dieter Hallervorden, weiterhin für Fernsehserien.
Günter Marczinkowsky war mehrmals verheiratet.

## Auszeichnungen
- 1961: Heinrich-Greif-Preis I. Klasse für Fünf Patronenhülsen im Kollektiv
- 1963: Nationalpreis der DDR I. Klasse für Nackt unter Wölfen im Kollektiv
- 1975: Nationalpreis der DDR II. Klasse für Jakob der Lügner im Kollektiv
- 1978: Kunstpreis des FDGB für Wie soll sich eine Frau entscheiden? im Kollektiv

## Filmografie
- 1957: Abenteuer in Bamsdorf
- 1957: Rivalen am Steuer
- 1958: Kapitäne bleiben an Bord
- 1959: Eine alte Liebe
- 1959: Der Bumerang (Kurzspielfilm)
- 1959: Ehesache Lorenz
- 1959: Jupp kontra Bundeswehr (Kurzspielfilm)
- 1960: Fünf Patronenhülsen
- 1961: Urlaub ohne Dich
- 1961: Das Film-Magazin Nr. 1. Die Vogelscheuche (Episodenfilm)
- 1962: Königskinder
- 1962: Die Holzhacker (Kurzspielfilm)
- 1962: Fernsehpitaval: Auf der Flucht erschossen (Fernsehreihe)
- 1962: Mann ist Mann (Kurzspielfilm)
- 1962: Von Melodie zu Melodie (TV)
- 1962: Pünktlich wie die Maurer (Kurzspielfilm)
- 1963: Unglaublich (Kurzspielfilm)
- 1963: Bonner Pitaval: Die Affäre Heyde-Sawade (Fernsehreihe)
- 1963: Nackt unter Wölfen
- 1963: Kampf um Deutschland (Dokumentarfilm)
- 1963: Karbid und Sauerampfer
- 1963: Musik dringend gesucht (TV)
- 1964: Spiel zu dritt (TV-Kurzfilm)
- 1966: Spur der Steine
- 1966: Der kleine Prinz (TV)
- 1966: Romeo und Julia (TV-Kurzfilm)
- 1967: Brennende Ruhr (TV-Zweiteiler)
- 1968: Abschied
- 1969: Die Nachtigall und der Kaiser
- 1970: Effi Briest (Fernsehfilm)
- 1970: Don Juan (TV)
- 1970: Rottenknechte (TV-Fünfteiler)
- 1971: Die Chansonreise (TV)
- 1973: Die sieben Affären der Doña Juanita (vierteiliger Fernsehfilm)
- 1974: Das Geheimnis des Ödipus (TV)
- 1974: Jakob der Lügner
- 1975: Die schwarze Mühle (TV)
- 1977: Auftrag: Überleben (TV)
- 1978: Wie soll sich eine Frau entscheiden? (TV)
- 1979: Abschied vom Frieden (TV-Dreiteiler)
- 1979: Verlobung in Hullerbusch (TV)
- 1981: Der König und sein Narr (TV)
- 1981: Die zweite Haut (TV)
- 1982: Die Barrikade (TV)
- 1982: Der kleine Bruder (TV)
- 1983: Geheimsender 1212 (TV)
- 1983–85: Es muß nicht immer Mord sein (TV-Serie)
- 1983/84: Die Lehmanns (TV-Serie)
- 1984: Die schöne Wilhelmine (TV-Vierteiler)
- 1985: Didi und die Rache der Enterbten
- 1985: Fundsache (TV)
- 1985: Johannes Heesters… ich knüpfte manche zarte Bande (TV)
- 1985/86: Finkenwerder Geschichten (TV-Serie)
- 1987: Evelyn und die Männer (TV)
- 1988: In guten Händen (TV)
- 1988/89: Berliner Weiße mit Schuß (TV-Serie)